# Johnny Paul Koroma

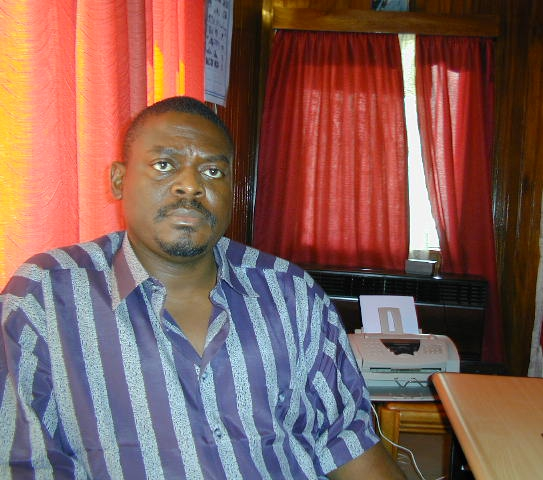
Johnny Paul Koroma (1999)

Johnny Paul Koroma, född 9 maj 1960 i Tombodu, Sierra Leone, försvunnen sedan 2002 och dödförklarad den 1 juni 2003, var en militär och politiker. Han var ledare för militärjuntan Armed Forces Revolutionary Council som tillsammans med rebellgruppen Revolutionary United Front styrde Sierra Leone mellan 25 maj 1997 - 6 februari 1998. Under den tiden fungerade han som landets de facto statschef. Hans korta styre var mycket brutalt och kaotiskt. Regimen tappade snart kontrollen över stora delar av landet när lokala krigsherrar etablerade sig och anarki utbröt på flera håll. Rättssystemet och ekonomin kollapsade och all opposition kvästes med brutalt våld.
Efter att Inbördeskriget i Sierra Leone tog slut i januari 2002 gick han under jorden. Med största sannolikhet tog han sig över gränsen till Liberia men därefter upphör spåren efter honom. Vid ett flertal gånger har han påståtts vara död men detta har aldrig kunnat bekräftas. Den 7 mars 2003 väcktes åtal mot Koroma vid Specialdomstolen för Sierra Leone för bland annat Brott mot mänskligheten. Han har sedan dess varit internationellt efterlyst men sökandet efter honom har än så länge varit resultatlöst. Redan den 1 juni 2003 förklarades han officiellt död i grannlandet Liberia under oklara omständigheter. Åtalet mot honom kvarstår.